# Isla Sedir
La isla Sedir (en turco: Sedir Adası) también conocida como Isla de Cleopatra, es una pequeña isla en el golfo de Gökova del suroeste del mar Egeo en la costa de Ula, que forma parte de la provincia de Antalya de Turquía. Tiene una de las playas más especiales del país, que es famosa por sus conchas marinas. Cada grano de arena tiene una forma particular, por esta razón, la playa está muy protegida por el gobierno para evitar que la arena se retire de la playa.
Según la leyenda, Cleopatra y Antonio habrían nadado en esta playa y la arena orgánica habría sido traída por barcos procedentes del mar Rojo especialmente para Cleopatra. Se dice que este tipo de arena sólo puede ser visto en Egipto.  